# Lista de vulcões do Afeganistão
Esta é uma lista de vulcões ativos e extintos no Afeganistão.
| Nome                | Elevação | Elevação | Localização          | Última erupção |
| Nome                | metros   | pés      | Coordenadas          | Última erupção |
| Dacht-i-Navar Group | 3800     | 12,467   | 33° 57′ N, 67° 55′ L | Holocene       |
| Vakak Group         | 3190     | 10,466   | 34° 15′ N, 67° 58′ L | Holocene       |